# El Jardín del Edén (novela)
El jardín del Edén (The Garden of Eden, en versión original) es la segunda novela póstuma de Ernest Hemingway, publicada en 1986; la primera había sido El verano peligroso (1985). Hemingway comenzó la novela en 1946 y trabajó en el manuscrito durante los siguientes 15 años, tiempo durante el cual también escribió El viejo y el mar, Adiós a las armas, Una fiesta movible e Islas a la deriva.

## Resumen del argumento
La novela cuenta fundamentalmente la historia de David Bourne, un escritor estadounidense, y su esposa Catherine durante cinco meses en su vida. Está ambientada principalmente en la Riviera francesa, concretamente en la Costa Azul, y en España. La historia comienza con su luna de miel en la Camarga, entonces se trasladan a España para regresar de nuevo a Francia (a una "larga y baja casa provenzal de color rosa donde ya se habían alojado antes... en los pinos del lado Estérel de la Napoule" (a poca distancia en coche de Cannes). Sin embargo, al principio del libro, Catherine pareció cambiar (desde el punto de vista de David —la novela se narra enteramente desde su punto de vista). Mientras está en Le Grau du Roi, Catherine anuncia: "Tengo una gran sorpresa", pero no le dice a David qué es más que insinuar "Oh, es muy simple pero muy complicado" y "...Voy a ser cambiado." Va en bicicleta a la ciudad, entonces regresa con "Su cabello... tan corto como el de un niño". Más tarde, esa noche, ella le dice "No me llames niña." y "Por favor, ámame David tal como soy." e implica que él también está cambiando ("Estás cambiando", dijo ella. "Oh, lo estás. Lo estás. Sí, lo estás y eres mi chica Catherine").
Mientras está en España, Catherine dos veces se muestra celosa porque David lee recortes de reseñas de su último libro (diciendo groseramente "lector de recortes" la segunda vez) y tienen una leve disputa. (Él: "¿Por qué no te callas con lo de los recortes?" Ella: "¿Por qué debería callarme? ¿Sólo porque escribiste esta mañana? ¿Crees que me casé contigo porque eres escritor? Tú y tus recortes.")
Después de su regreso a Francia, los Bourne pronto conocen a una joven llamada Marita, de quien ambos se enamoran. Catherine aparentemente continúa explorando los roles de género, mientras que David se siente cada vez más incómodo. Tanto Catherine como David se acuestan con Marita, aunque no al mismo tiempo. La relación de David con su esposa se deteriora cuando ella deja de adherirse a los roles de género que se esperan de ella; a veces actúa celosa tanto de Marita como de su trabajo, y luego da marcha atrás. Mientras tanto, Marita pasa gradualmente al papel de esposa secundaria.
Con el tiempo se descubre que Catherine sólo quiere que David trabaje en lo que se conoce como la "narrativa", que aparentemente es una narración de sus vidas, y no sus "historias", cuentos de su infancia y su padre. (Catherine caracteriza las "historias" como "Las pequeñas y tristes historias sobre tu adolescencia con tu falso padre borracho".) Sin embargo, David (quien ha sido algo pasivo en sus reacciones hasta ahora) realmente comienza a reaccionar cuando Catherine De repente declara que había "tomado decisiones y planeado cosas", lo que resulta significar que "hará mecanografiar el manuscrito [narrativo] hasta donde está ahora y se encargará de conseguir ilustraciones". David toma esto como una interferencia en su trabajo ("¿Y si no quiero que lo copien todavía?") y se enoja mucho. Él le dice a Catherine: "Estoy harto de todo esto, Diablo [su nombre privado para ella]. Estoy completamente enfermo".
Culmina cuando Catherine le dice a David mientras están en la playa que quemó los recortes de prensa. Después de regresar al lugar donde se hospedan, descubre que las historias que había escrito también faltan, mientras que la "narrativa" está intacta. "Ahora sabía lo que había sucedido, pero todavía pensaba que podría ser una broma espantosa". Catherine confirma que también destruyó las "historias": "No valían nada y las odiaba". Más tarde se descubre que ella los quemó sin posibilidad de recuperación. David está atónito, pero arremete: "Lamento haberte conocido. Lamento haberme casado contigo..." Catherine luego anuncia que se irá a París "para ver a los artistas del libro". [la "narrativa"]" y que le pagará por las "historias" destruidas". Aunque ella dice que lo ama y que regresará, el final implica que la separación de David y Catherine es inminente.

## Temas principales
El Jardín del Edén indica la exploración de Hemingway de las relaciones entre hombres y mujeres, muestra interés en personajes andróginos y "la inversión de los roles de género".
El biógrafo de Hemingway, James Mellow, sostiene que las "ideas de transferencia sexual" no quedaron claras en la ficción de Hemingway hasta que escribió El jardín del Edén. Catherine Bourne convence a David para que se tiña el pelo del color de ella, "para que sean gemelos, andróginos y bronceados en verano".

## Antecedentes e historial de publicaciones
Mellow sostiene que la génesis de la historia comenzó durante la luna de miel de Hemingway con su segunda esposa, Pauline Pfeiffer, y poco después de su divorcio de Hadley Richardson. La descripción del protagonista masculino como un joven escritor y la descripción de la mujer como "atractiva, emocionante y rica" reflejaban los días pasados en Le Grau-du-Roi con Pauline.
La novela se publicó póstumamente en una forma muy abreviada en 1986. Hemingway comenzó El jardín del Edén en 1946 y escribió 800 páginas. Durante 15 años continuó trabajando en la novela que quedó inconclusa. El manuscrito de El jardín del Edén "existe en tres borradores irreconciliables de diferente extensión", el más largo de los cuales fue elegido como base para el texto publicado. Cuando se publicó en 1986, la novela tenía 30 capítulos y 70.000 palabras. La nota del editor explica que se hicieron recortes en la novela y, según los biógrafos, Hemingway había logrado 48 capítulos y 200.000 palabras. Scribner eliminó hasta dos tercios del manuscrito existente y una larga trama secundaria.
El jardín del Edén, novena novela de Hemingway, se publicó en 1986, un cuarto de siglo después de su muerte. Scribner's publicó la novela en mayo de 1986 con una primera tirada de 100.000 ejemplares.

## Recepción
La publicación de El jardín del Edén es controvertida debido a la edición del manuscrito. Susan Seitz sostiene que en esta novela Hemingway estaba forjando una nueva dirección que se perdió en la edición. Ella cree que la edición fue deficiente, con "cortes sustanciales de líneas, escenas y capítulos completos, la adición de material manuscrito que Hemingway había descartado y la transposición de escenas y diálogos". El resultado, afirma, no "representa las intenciones de Hemingway en estas obras tal como las dejó". En The New Republic, Barbara Probst Solomon lo denunció como una “parodia”, diciendo: “Puedo informar que el editor de Hemingway ha cometido un delito literario”.
Sin embargo, la novela se incluyó junto con Adiós a las armas (A Farewell to Arms) y Fiesta (The Sun Also Rises) en la lista de libros de Harold Bloom que comprenden el canon de Occidente.

### Adaptación cinematográfica
En 2008 se estrenó una adaptación cinematográfica de El jardín del Edén en el RomaCinemaFest y tuvo una proyección limitada para inversores en el Reino Unido. Screen International calificó la película como "un drama erótico que traspasa fronteras". La película se estrenó generalmente en cines selectos en diciembre de 2010. El elenco incluía a Jack Huston, Mena Suvari, Caterina Murino, Richard E. Grant y Carmen Maura. Fue dirigida por John Irvin. La adaptación fue realizada por James Scott Linville, exeditor de The Paris Review. En marzo de 2011, la película salió a la venta en iTunes y con otros proveedores.